# Моррелл, Дэвид
Дэвид Моррелл (англ. David Morrell) — американо-канадский писатель, автор книги «Первая кровь», в которой задействован известный Джон Рэмбо. Моррелл также является автором комиксов о Капитане Америка (2007—2008).

## Биография
Родился 24 апреля 1943 года в городе Китченер провинции Онтарио, Канада. Отец Моррелла погиб на войне. Мать, будучи не в силах растить сына, отдала его в приют. Впоследствии он рос в разных приёмных семьях. Дэвид окончил университет Уотерлу и получил диплом бакалавра, затем в 1966 году поступил в университет штата Пенсильвания. Здесь он защитил магистерскую диссертацию, изучал филологию и стал доктором философии. Впоследствии преподавал американскую литературу в университете Айовы.
В качестве писателя дебютировал в 1972 году романом «Первая кровь». Роман был признан бестселлером, по нему был снят одноимённый фильм. Впоследствии написал ещё две книги о Рэмбо, в которых он воюет во Вьетнаме и Афганистане. С 1986 года полностью посвятил себя литературе. Написал шпионские боевики, триллеры, детективы и готические романы. Широко известны его романы «Братство Розы» и «Братство Камня». События жизни Моррелла нашли своё отражение в романах «Крайние меры» (1994) и «Светлячки» (1988). За последнее десятилетие XX века написал романы «Пятая профессия» (1990), «Двойное изображение» (1998), «Готика Рио-Гранде» (1999).

## Произведения

### Художественная проза
- Первая Кровь (1972, англ. First Blood)
- Завещание / Испытание (1975, англ. Testament)
- Последняя побудка (1977, англ. Last Reveille)
- Кровавая клятва (1982, англ. Blood Oath)
- Столетнее рождество (1983, англ. The Hundred-Year Christmas)
- Братство Розы (1984, англ. Brotherhood of the Rose)
- Братство Камня (1985, англ. Fraternity of the Stone)
- Первая кровь. Часть 2 (1985, англ. Rambo: First Blood Part II, новеллизация киносценария)
- Лига «Ночь и Туман» (1987, англ. The League of Night and Fog)
- Рэмбо 3 (1988, англ. Rambo III, новеллизация киносценария)
- Пятая профессия (1990, англ. Fifth Profession)
- Огненный завет (1991, англ. The Covenant of the Flame)
- Чужое лицо (1993, англ. Assumed identity)
- Крайние меры (1994, англ. Desperate Measures)
- Тотем (1994, англ. The Totem)
- Смертный приговор (1996, англ. Extreme Denial)
- Двойной образ (1998, англ. Double Image)
- Подставное лицо (1998, англ. Front Man)
- Чёрный вечер (1999, англ. Black Evening)
- Торговец Смертью / Любой ценой / Сиена Жжёная (2000, англ. Burnt Sienna)
- Давно пропавший, 2002 англ. Long Lost)
- Заступник (2003, англ. The Protector)
- Ночной побег (2004, англ. Nightscape)
- Лазутчики (2005, англ. Creepers)
- Мусорщик (2007, англ. Scavenger) На русском языке издан под названием «Повелитель игры»
- Шпион на Рождество (2008 англ. The Spy Who Came for Christmas)
- Мерцающий свет (2009, англ. The Shimmer)
- Изящное искусство смерти (2013, англ. Murder as a Fine Art)
- Инспектор мертвых (2015, англ. Inspector of the Dead)
- Властелин Ночи (2016, англ. Ruler of the Night)

### Публицистика
- Джон Барт: Предисловие (1976, англ. John Barth: An Introduction)
- Светлячки (1988, англ. Fireflies)
- Уроки письма длиною в жизнь: Романист о своем мастерстве (2002, англ. Lessons from a Lifetime of Writing: A Novelist Looks at His Craft)

### Комиксы
- Капитан Америка: Избранный (2007—2008, англ. Captain America: The Chosen)